# Don't Believe the Truth
Don't Believe the Truth é o sexto álbum de estúdio da banda de rock britânica Oasis, lançado em 30 de maio de 2005.
O álbum chegou na posição de número 1 no UK Albums Chart, vendendo na primeira semana cerca de pouco menos de 238 mil cópias, sendo o 32º álbum mais vendido rapidamente no Reino Unido. O álbum entrou nas paradas dos Estados Unidos, na posição de número 12, com 65 mil cópias vendidas na primeira semana, sendo o álbum do Oasis que mais vendeu desde 1997, com Be Here Now, embora a sua permanência tenha sido breve nas paradas. Don't Believe the Truth ganhou tripla platina no Reino Unido na primeira semana de 2006 (mais de 900 mil vendas), e vendendo mais de 200 mil cópias nos Estados Unidos.
Cada membro da banda contribuiu para a escrita das canções do álbum, sendo este álbum o primeiro em que todos os direitos foram divididos entre os membros da banda. Em algumas músicas o baixista Andy Bell tocava guitarra, enquanto Gem Archer e Noel Gallagher contribuíam no baixo em outras canções. Don't Believe the Truth é também o primeiro álbum a apresentar a bateria de Zak Starkey, que entrou substituíndo o baterista de longa data da banda, Alan White.
Liam Gallagher também teve um impacto maior sobre o álbum por suas composições desenvolvidas. Noel afirmou que o álbum é o seu favorito dos últimos 4 álbuns de estúdio, pelo fato de todos os membros terem contribuído para o progresso de Don't Believe the Truth.
A banda embarcou em uma turnê na Astoria de Londres para a Don't Believe the Truth Tour, visitando 26 países e tocando para um público de 3.2 milhões de pessoas em total de 113 ahows. Isso resultou na criação de Lord Don't Slow Me Down, um filme-documentário, mais tarde lançado em DVD. Até o momento, o álbum já vendeu mais de 10 milhões de cópias em todo o mundo.

## Gravação
O processo de gravação de Don't Believe the Truth foi prolongado.
O álbum originalmente deveria ter sido lançado no outono/verão de 2004, com um início de 3-4 sessões, produzido pela banda Death in Vegas. A gravação finalmente começou após a saída do baterista Alan White do grupo, em janeiro de 2004, no Sawmills Studios, em Cornwall, embora o grupo não estivesse satisfeito com os resultados, como Noel havia dito: "Infelizmente, após um processo de gravação, tínhamos decidido que nada do que havíamos tocado/gravado durante essas três semanas ainda estava bom, e por causa do compromisso com o Death in Vegas, Richard Fearless e Tim Holmes não conseguiam mais arrumar tempo para dar continuidade ao projeto".
Noel comentou em diversas ocasiões que não havia nenhum problema com o trabalho realizado pelo Death in Vegas, porém, sentiu que as músicas em que eles estavam trabalhando não eram boas o suficiente para se lançar em um álbum, pressentindo que uma pausa seria necessária, para que um novo material pudesse ser composto. Cerca de 10 faixas foram trabalhadas com Death in Vegas, e que, de acordo com Noel, 6 "não eram suficientemente boas para transformá-las em B-sides". Quatro das faixas que eventualmente apareceram no álbum foram trabalhadas com a banda, sendo elas: "Turn Up the Sun", "Mucky Fingers", "A Bell Will Ring" e "The Meaning of Soul", embora eles tivessem feito trabalhado adicional para o Oasis e regravado-as antes de serem lançadas.
Após um breve intervalo em que muitas músicas novas surgiam, incluindo "Let There Be Love" e "Lyla", parte de "Part of the Queue" foi escrita com a banda reunindo-se no Wheeler End Studios, com Noel como produtor. A banda realizou essas sessões com o baterista do The Who, Zak Starkey. Em junho de 2004, o Oasis lançou duas novas canções a partir destas sessões, sendo Liam compondo "The Meaning of Soul" e Gem compondo "A Bell Will Ring", em dois shows ao vivo em Poole e no Festival de Glastonbury.
Depois de ouvir os problemas do empresário da banda, Marcus Russell, o produtor americano Dave Sardy expressou interesse em assumir as funções de produção. Sardy entregou as gravações existentes para mixagem e, depois de seu trabalho, foi elogiado pelo grupo, chegando ao Reino Unido para supervisionar novas sessões de gravação no Olympic Studios, em Londres. Essas sessões não duraram muito tempo, visto que Sardy pediu ao grupo que viajasse para Los Angeles para regravar a maioria do álbum lá, já que se sentia mais confortável em um estúdio perto de sua casa. A banda acabou concordando, as sessões de gravação começaram no Capitol Studios em outubro de 2004, com a banda passando 9 semanas pelo local.

## Lista de faixas
| N.º | Título                         | Escrito por                | Duração |  |
| 1.  | "Turn Up the Sun"              | Andy Bell                  | 3:59    |  |
| 2.  | "Mucky Fingers"                | Noel Gallagher             | 3:56    |  |
| 3.  | "Lyla"                         | Noel Gallagher             | 5:10    |  |
| 4.  | "Love Like a Bomb"             | Liam Gallagher, Gem Archer | 2:53    |  |
| 5.  | "The Importance of Being Idle" | Noel Gallagher             | 3:40    |  |
| 6.  | "The Meaning of Soul"          | Liam Gallagher             | 1:43    |  |
| 7.  | "Guess God Thinks I'm Abel"    | Liam Gallagher             | 3:25    |  |
| 8.  | "Part of The Queue"            | Noel Gallagher             | 3:48    |  |
| 9.  | "Keep the Dream Alive"         | Andy Bell                  | 5:46    |  |
| 10. | "A Bell Will Ring"             | Gem Archer                 | 3:08    |  |
| 11. | "Let There Be Love"            | Noel Gallagher             | 5:31    |  |

| Versão lançado no Japão |                                                                       |                |         |  |
| N.º                     | Título                                                                | Escrito por    | Duração |  |
| 12.                     | "Can Y'See It Now? (I Can See It Now!!)"                              | Noel Gallagher | 4:06    |  |
| 13.                     | "Sittin' Here in Silence (On My Own)" (B-side de "Let There Be Love") |                | 2:00    |  |

| Versão iTunes lançado nos Estados Unidos |                                                                    |                |         |  |
| N.º                                      | Título                                                             | Escrito por    | Duração |  |
| 12.                                      | "Pass Me Down the Wine" (B-side de "The Importance of Being Idle") | Liam Gallagher | 3:50    |  |

| Versão iTunes lançado no Canadá e Reino Unido |                                      |             |         |  |
| N.º                                           | Título                               | Escrito por | Duração |  |
| 12.                                           | "Eyeball Tickler" (B-side de "Lyla") | Gem Archer  | 2:47    |  |

## Paradas
| País/Parada (2005)                  | Melhor posição |
| ----------------------------------- | -------------- |
| Alemanha (Media Control Charts)     | 4              |
| Austrália (ARIA Charts)             | 5              |
| Áustria (Ö3 Austria Top 40)         | 6              |
| Bélgica (Ultratop 50 Flanders)      | 16             |
| Bélgica (Ultratop 40 Valônia)       | 12             |
| Canadá (Canadian Albums Chart)      | 3              |
| Dinamarca (Hitlisten)               | 12             |
| Espanha (PROMUSICAE)                | 9              |
| Finlândia (Suomen virallinen lista) | 9              |
| França (SNEP)                       | 5              |

## Certificações
| Região                                              | Certificação | Vendas   |
| --------------------------------------------------- | ------------ | -------- |
| Argentina (CAPIF)                                   | Ouro         | 20 000^  |
| Canadá (Music Canada)                               | Ouro         | 50 000^  |
| Irlanda (IRMA)                                      | 2× Platina   | 37 500^  |
| Japão (RIAJ)                                        | Ouro         | 100 000^ |
| Reino Unido (BPI)                                   | 3× Platina   | 900,000^ |
| ^números de vendas baseados somente na certificação |              |          |